# Waxaklajuun Ub’aah K’awiil
Waxaklajuun Ub’aah K’awiil znany też jako 18 Królik (zm. 3 maja 738) – władca Copán. Wstąpił na tron w 695 roku.
K’ahk’ Tiliw Chan Yopaat, władca niewielkiego ośrodka Quirigua, które było przez wiele lat pod kontrolą władców Copán, pokonał w bitwie, wziął do niewoli i ściął swojego seniora Waxaklajuun Ub’aah K’awiil, króla Copán, wkrótce po zakończeniu przez tego ostatniego prac nad jedną z najsłynniejszych budowli Copán, wielkiego boiska do gry w piłkę.